# Famara Sarr
 (mai 2020).
Pour les articles homonymes, voir Sarr.
Famara Sarr, né en 1947 à Niodior,  est un homme politique sénégalais qui fut député, vice-président de l'Assemblée nationale du Sénégal entre 1993 et 2007, secrétaire général adjoint de la Ligue démocratique, vice-président du Conseil régional de Fatick, vice-président du Conseil départemental de Foundiougne. 

## Biographie
En 2005, alors qu'il était secrétaire à l'organisation de la Ligue démocratique, le parti a connu une  scission.